# Thorkild Rovsing
Niels Thorkild Rovsing (ur. 26 kwietnia 1862 w Flensborgu, zm. 14 stycznia 1927 w Kopenhadze) – duński chirurg, polityk, minister edukacji.

## Kariera zawodowa
Studia medyczne na Uniwersytecie Kopenhaskim ukończył w roku 1885. Tytuł doktora uzyskał w roku 1889. W roku 1899 Rovsing został profesorem chirurgii operacyjnej, a w 1904 także klinicznej na Uniwersytecie Kopenhaskim. Jednocześnie, w latach 1892–1902 kierował chirurgią w Louise-Kinderspital. Od roku 1904 zajmował stanowisko kierownika kliniki chirurgii królewskiego szpitala Frederiks Hospital w Kopenhadze.
Zasłynął jako chirurg jamy brzusznej i autor ponad 200  publikacji, w tym wielu na temat kamicy żółciowej oraz urologii (po niemiecku). Światową sławę przyniosły mu między innymi prace dotyczące gruźlicy układu moczowego. W 1908 roku razem z Eilertem A. Tscherningem (1851-1919) założył Duńskie Towarzystwo Chirurgiczne (Dansk Kirurgisk Selskap). W 1920 przez kilka dni był duńskim ministrem edukacji. Był właścicielem tygodnika lekarskiego Hospitalstidende, który podarował Duńskiemu Towarzystwu Medycznemu .

## Eponimy
Nazwisko Rovsinga upamiętnia kilka eponimów :
- Objaw Rovsinga. Objaw występujący w przypadku zapalenia wyrostka robaczkowego. Opisany przez Rovsinga w roku 1907.
- Zespół Rovsinga. Współwystępowanie bólu brzucha i nerki podkowiastej.
- Operacja Rovsinga. Operacja Rovsinga I to zabieg wykonywany u pacjentów z wielotorbielowatością nerek, a operacja Rovsinga II to zabieg rozdzielenia nerki podkowiastej.